# Muzeum Literatury im. Adama Mickiewicza w Warszawie
Muzeum Literatury im. Adama Mickiewicza w Warszawie – muzeum historii literatury utworzone w 1950. Działalność rozpoczęło w 1952.
Muzeum mieści się w sześciu połączonych kamienicach: Orelmusowskiej i Winklerowskiej przy Rynku Starego Miasta oraz czterech kamienicach przy ul. Brzozowej.

## Działalność
Zadaniem Muzeum Literatury jest opieka nad polskimi spuściznami literackimi oraz działalność edukacyjna (wystawy muzealne, wydawnictwa).
W zbiorach Muzeum Literatury są m.in. manuskrypty, takie jak jedyny istniejący rękopis Grażyny A. Mickiewicza, księgozbiory i przedmioty z gabinetów pisarzy, takich jak Julian Tuwim, Leopold Staff, Maria Dąbrowska i Witold Gombrowicz. W zbiorach placówki znajduje się jedyny ocalały film z udziałem Witkacego, zrekonstruowany cyfrowo w 2015.

## Dyrektorzy
- Aleksander Semkowicz (1950–1954)
- Leonard Podhorski-Okołów (1955–1957)
- Adam Mauersberger (1957–1972)
- Janusz Odrowąż-Pieniążek (1972–2009)
- Jarosław Klejnocki[3] (2010–2024)
- p.o. Beata Michalec (od 2024)

## Oddziały
- Muzeum Władysława Broniewskiego
- Muzeum Andrzeja Struga
- Muzeum Marii Dąbrowskiej
- Muzeum Witolda Gombrowicza we Wsoli
- Instytut Dokumentacji i Studiów nad Literaturą Polską